# Eldád és Modád
Eldád és Modád könyve ószövetségi apokrif irat.
A Mózes által kinevezett hetven vén közül kettő , Eldád és Modád a zsidó táborban prófétáltak a pusztai vándorlás során. Bár erről a két emberről szinte semmit sem tudunk, a későbbi korszakban gazdag hagyomány alakult ki körülöttük.
Egy régi rabbinikus hagyomány szerint megjósolták a háborút Góggal és Magóggal.
Úgy tűnik, hogy a messiási próféciát egy mű tárgyává tették, amely az első keresztény századokban terjedt el.
Ennek a műnek ma már nincsenek fennmaradt részei, amely vitathatatlanul a könyvből tulajdonítható. Nikephorosz sztikhometriája szerint terjedelme 400 vers volt. A műből idéz a 2. Kelemen-levél XI:2 és a Hermasz pásztora is. 